# Le Rouget

Le Rouget este o comună în departamentul Cantal, Franța. În 1 ianuarie 2018 avea o populație de 963 de locuitori.